# Luc Steins
Luc Steins, né le 22 mars 1995 à Voerendaal, est un handballeur international néerlandais évoluant au poste de demi-centre, actuellement au Paris Saint-Germain. À l'image de Miha Zarabec, Staš Skube ou Ljubomir Vranjes, Luc Steins fait partie de ces demi-centres de gabarit modeste qui font valoir leurs qualités de vitesse et de vision du jeu. International néerlandais depuis 2013, il a été élu meilleur demi-centre du Championnat d'Europe 2022.

## Biographie
Avec une mère ancienne joueuse en D1 néerlandaise, une tante internationale et un grand-père qui a disputé la Coupe d'Europe des clubs champions, Luc Steins avait quand même pas mal de chance de faire du handball. Il joue même avec son frère ainé, Ivo Steins (nl), aux Limburg Lions et en équipe nationale qu'il découvre le 30 octobre 2013.
Luc Steins commence sa carrière de haut niveau en 2012 avec les Limburg Lions où il remporte la BeNe League en 2015 et réalise deux doublés Championnat-Coupe des Pays-Bas en 2015 et 2016.
Cette même année, il rejoint le club de Massy HB en France qui évolue en Proligue (D2). Dès sa première saison en France il obtient avec son club la montée en première division et le titre de meilleur joueur du Championnat de France de Proligue.
En 2017, pour sa deuxième saison en France, il rejoint le club de Tremblay et évolue en première division. En 2019, il continue sa progression en rejoignant le club du Fenix Toulouse Handball pour deux ans. Fort d'un début de saison 2019-2020 exceptionnel (32 sur 34 aux tirs dont un 9/9 lors de la victoire à Nantes, le tout sans aucun jet de 7 mètres), il est élu meilleur joueur du mois d'octobre du Championnat
En novembre 2020, il est prêté pour 7 mois par le Fenix Toulouse Handball au Paris Saint-Germain en tant que joker médical à la suite de la blessure de Nikola Karabatic. S'il est contraint de renoncer au dernier moment au Final Four de la Ligue des champions 2019/20 après avoir testé positif au Covid-19, il s'impose rapidement comme un élément central du Paris Saint-Germain et dès mars 2021, les deux clubs parviennent à un accord pour que Steins reste à Paris en signant un contrat de 3 ans,. Ainsi, il a un rôle décisif dans le doublé Championnat-Coupe de France et dans la qualification du club en demi-finale de la Ligue des champions, même si le club s'incline une nouvelle fois à ce stade de la compétition. À titre individuel, il est élu meilleur joueur et meilleur demi-centre du Championnat de France.
International néerlandais depuis 2013, il contribue à la progression de sa sélection sur la scène internationale puisqu'à l'occasion du championnat d'Europe 2020, les Pays-Bas participent à leur première compétition internationale depuis le Championnat du monde 1961 (ou celui de 1966 (de) en handball à onze. Si les Néerlandais ne passent pas le tour préliminaire en terminant derrière l'Espagne et Allemagne. Deux ans plus tard, grâce notamment à Steins qui sera élu meilleur demi-centre de la compétition, les Pays-Bas réalisent un très bon Championnat d'Europe 2022 : vainqueurs lors du match d'ouverture de la Hongrie (qui évoluait à domicile et était cité parmi les candidats au podium) puis des Portugais, les Néerlandais atteignent le tour principal pour finalement terminer à la 10e place.

## Palmarès

### En clubs
Compétitions internationales
- 3e de la Ligue des champions (1) : 2021
- Vainqueur de la BeNe League (1) : 2015

Compétitions nationales
- Vainqueur du Championnat de France (5) : 2021, 2022, 2023, 2024 et 2025
- Vainqueur de la Coupe de France (2) : 2021, 2022
- Vainqueur du Trophée des Champions (1) 2023
- Vainqueur du Championnat des Pays-Bas (2) : 2015 et 2016
- Vainqueur de la Coupe des Pays-Bas (2) : 2015 et 2016

### En équipe nationale
championnat d'Europe
- 17e place au championnat d'Europe 2020
- 10e place au championnat d'Europe 2022

### Distinctions individuelles

#### En club
- élu meilleur joueur du Championnat de France en 2020-2021, 2021-2022 et 2022-2023
- élu meilleur demi-centre du Championnat de France en 2020-2021, 2021-2022 et 2022-2023
- élu meilleur joueur de la saison en Proligue 2016-2017 [9]

#### En sélection nationale
- élu meilleur demi-centre du Championnat d'Europe 2022